# Ronilton Souza de Araújo
Ronilton Souza de Araújo, S.C.J. (Ituiutaba, 23 de março de 1967) é prelado brasileiro da Igreja Católica, bispo de São Raimundo Nonato.

## Biografia
Ronilton Souza de Araújo concluiu o curso preparatório teológico na Escola apostólica São José de Rio Negrinho em 1992 e postulantado na Congregação dos Dehonianos, onde ingressou definitivamente em 1993. Seguiu-se de 1993 a 1994 o noviciado na casa religiosa Nossa Senhora de Fátima em Jaraguá do Sul e de 1994 a 1995 um estágio pastoral. No dia 25 de fevereiro de 1995, Ronilton Souza de Araújo fez sua primeira profissão na Igreja Nossa Senhora de Fátima em Jaraguá do Sul. Então ele estudou Filosofia pela Faculdade Pedagógica de Brusque (1995-1997) e Teologia Católica pelo Instituto Teológico Sagrado Coração de Jesus de Taubaté (1999-2002). Graduado também em Psicopedagogia pela Faculdade de Ciências e Letras Plínio Augusto do Amaral de Amparo em 1998 e em Espiritualidade pelo Centro de Espiritualidade Teresiano das Carmelitas de São Roque em 2002. Além disso, fez um estágio na Casa Padre Dehon em 1998 em Brusque. Fez sua profissão perpétua em 23 de fevereiro de 2002 e foi ordenado diácono no dia seguinte em Lavras. Em 7 de dezembro de 2002, foi ordenado padre em Ituiutaba por intermédio do Arcebispo de Uberaba, Aloísio Roque Oppermann, S.C.J.

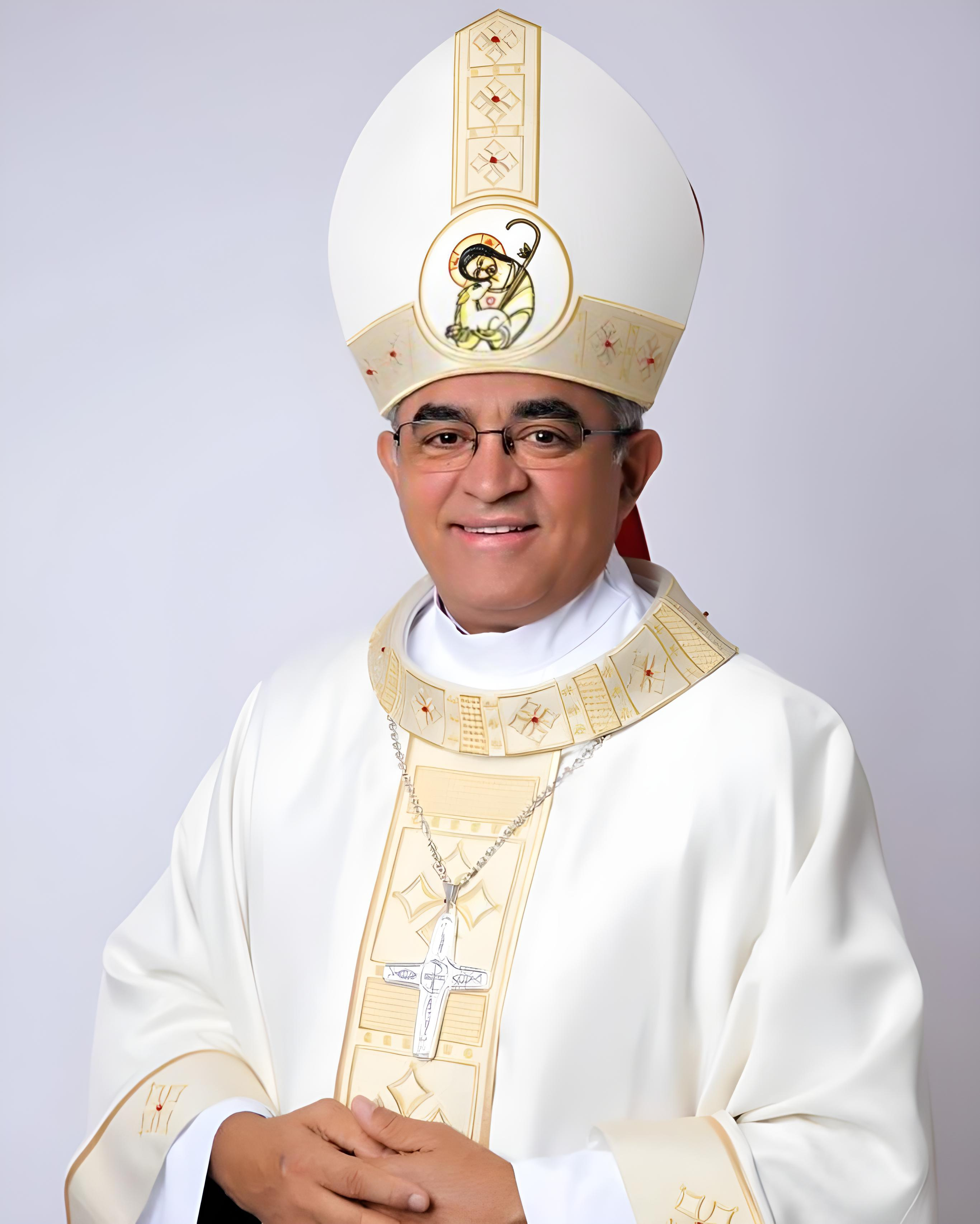
Dom Ronilton Souza de Araújo

Após a ordenação sacerdotal, trabalhou primeiro como vigário paroquial da paróquia de Santa Luzia em Santa Luzia, antes de se tornar formador no Postulantado Dehoniano de Terra Boa em 2005. Em seguida, fez um curso para formadores em comunidades religiosas em Roma (2005) e um curso de espiritualidade dehoniana na Pontifícia Universidade Salesiana (2006). Após retornar à sua terra natal, trabalhou na formação sacerdotal no seminário filosófico de São Luís. De 2010 a 2015 atuou como superior de distrito de sua comunidade religiosa para São Luís e de 2015 a 2021 como superior provincial da província religiosa de São Paulo . Em 2021, após o término de seu mandato, foi brevemente vigário paroquial da Paróquia Nossa Senhora Aparecida em Tapurah, na Arquidiocese de São Luís do Maranhão. A partir de 2022, atuou como vigário paroquial da paróquia de Santa Cruz em Macapá.
No dia 19 de julho de 2023, o Papa Francisco o nomeou como bispo da Diocese de São Raimundo Nonato. Foi consagrado em 26 de agosto do mesmo ano, na Igreja de São Francisco de Assis de Ituiutaba, por Vilsom Basso, S.C.J., bispo de Imperatriz, coadjuvado por Murilo Sebastião Ramos Krieger, S.C.J., arcebispo emérito de São Salvador da Bahia e por João Gilberto de Moura, bispo de Jardim.